# Parti de l'élévation conservatrice
Le Parti de l'élévation conservatrice (en turc Muhafazakar Yükseliş Partisi, MYP) est un  parti politique turc nationaliste et conservateur créé le 24 janvier 2013, succédant au Parti nationaliste et conservateur.
En février 2023, le parti change de nom et devient le Parti de la nouvelle Turquie (en turc Yeni Türkiye Partisi, YTP).